# Tag des Bieres
Der Tag des Bieres findet je nach Land und Region an unterschiedlichen Tagen statt:
- Der Internationale Tag des Bieres findet jeweils am ersten Freitag im August statt.
- In Deutschland wird der 23. April jährlich von vielen Brauereien als Tag des deutschen Bieres begangen
- In Österreich wird jedes Jahr der 30. September als „Tag des österreichischen Bieres“ gefeiert.[1]
- In der Schweiz wird am letzten Freitag im April der Tag des Schweizer Bieres gefeiert[2]